# Plecia lugubris
Plecia lugubris är en tvåvingeart som beskrevs av de Meijere 1904. Plecia lugubris ingår i släktet Plecia och familjen hårmyggor. Inga underarter finns listade i Catalogue of Life.